# محسن ثلاثی
محسن ثلاثی (زادهٔ ۱۳۲۴ در بابل) مترجم آثار جامعه‌شناسی و انسان‌شناسی و استاد بازنشستهٔ گروه انسان‌شناسی دانشگاه تهران است. او برای ترجمهٔ کتاب «فراسوی چپ و راست» اثر آنتونی گیدنز برندهٔ جایزهٔ کتاب سال شده‌است. ثلاثی از استادان دانشگاه تهران در پیش از انقلاب بود که در اوایل دهه ۱۳۸۰ تیم مدیریتی جدید در دانشکده علوم اجتماعی او را به اجبار بازنشسته کرد. وی مجموعه‌ای از مهم‌ترین متن‌های درسی جامعه‌شناسی را به فارسی ترجمه کرده‌است.